# Liste des équipes continentales en 2024
Cet article liste les équipes continentales de cyclisme sur route en 2024, reconnues par l'Union cycliste internationale,.

## Liste des équipes

### Équipes africaines
| Équipes continentales africaines | Équipes continentales africaines | Équipes continentales africaines |
| Nom de l'équipe                  | Pays                             | Code                             |
| -------------------------------- | -------------------------------- | -------------------------------- |
| Madar Pro Cycling Team           | Algérie                          | MPT                              |
| Suez Canal Discovery             | Égypte                           | SCD                              |
| Sidi Ali-Unlock Team             | Maroc                            | SUT                              |
| Java-Inovotec Pro Team           | Rwanda                           | JIT                              |
| May Stars                        | Rwanda                           | MSR                              |

### Équipes américaines
| Équipes continentales américaines      | Équipes continentales américaines | Équipes continentales américaines |
| Nom de l'équipe                        | Pays                              | Code                              |
| -------------------------------------- | --------------------------------- | --------------------------------- |
| Swift Carbon Pro Cycling Brasil        | Brésil                            | SCP                               |
| Hustle Pro Cycling                     | Canada                            | HUS                               |
| Team Ecoflo Chronos                    | Canada                            | TEC                               |
| XSpeed United Continental              | Canada                            | XSU                               |
| Performance-Solutos                    | Chili                             | PPS                               |
| Stamina Racing                         | Chili                             | STA                               |
| Colombia Potencia de la Vida-Strongman | Colombie                          | CPM                               |
| GW Erco Shimano                        | Colombie                          | GES                               |
| NU Colombia                            | Colombie                          | TNC                               |
| Orgullo Paisa                          | Colombie                          | EOP                               |
| Team Medellin                          | Colombie                          | MED                               |
| Team Sistecrédito                      | Colombie                          | ESC                               |
| Best PC                                | Équateur                          | BES                               |
| Team Banco Guayaquil-Bianchi           | Équateur                          | BGB                               |
| Team Saitel                            | Équateur                          | TSA                               |
| Hagens Berman Jayco                    | États-Unis                        | HBJ                               |
| Lidl-Trek Future Racing                | États-Unis                        | LTF                               |
| Project Echelon Racing                 | États-Unis                        | PEC                               |
| Team Novo Nordisk Development          | États-Unis                        | TND                               |
| Team Skyline                           | États-Unis                        | TSL                               |
| Canel's-Java                           | Mexique                           | CAJ                               |
| Petrolike                              | Mexique                           | PTL                               |
| Panamá es Cultura y Valores            | Panama                            | PCV                               |

### Équipes asiatiques
| Équipes continentales asiatiques                  | Équipes continentales asiatiques | Équipes continentales asiatiques |
| Nom de l'équipe                                   | Pays                             | Code                             |
| ------------------------------------------------- | -------------------------------- | -------------------------------- |
| Bodywrap Men's Cycling Team                       | Chine                            | BDR                              |
| Chengdu Cycling Team                              | Chine                            | SJQ                              |
| China Glory-Mentech Continental Cycling Team      | Chine                            | CGC                              |
| Giant Cycling Team                                | Chine                            | MSS                              |
| Hainan Wuzhishan Cycling Team                     | Chine                            | WZS                              |
| Hebei Continental Team                            | Chine                            | HEB                              |
| Hengxiang Cycling Team                            | Chine                            | HEN                              |
| Huansheng-Scom-Taishan Sport Cycling Team         | Chine                            | HST                              |
| Li Ning Star                                      | Chine                            | LNS                              |
| LTwoo Men's Cycling Team                          | Chine                            | LTW                              |
| Pardus Cycling Team                               | Chine                            | PDS                              |
| Pingtan International Tourism Island Cycling Team | Chine                            | PIT                              |
| Shenzhen Xidesheng Cycling Team                   | Chine                            | XDS                              |
| The Hurricane & Thunder Cycling Team              | Chine                            | THT                              |
| Tianyoude Hotel Cycling Team                      | Chine                            | TYD                              |
| Gapyeong Cycling Team                             | Corée du Sud                     | GPC                              |
| Geumsan Insam Cello                               | Corée du Sud                     | GIC                              |
| Korail Cycling Team                               | Corée du Sud                     | KCT                              |
| KSPO Professional                                 | Corée du Sud                     | KSP                              |
| LX Cycling Team                                   | Corée du Sud                     | LXC                              |
| Seoul Cycling Team                                | Corée du Sud                     | SCT                              |
| Uijeongbu Cycling Team                            | Corée du Sud                     | UCT                              |
| UAE Team Emirates Gen-Z                           | Émirats arabes unis              | UAZ                              |
| HKSI Pro Cycling Team                             | Hong Kong                        | HKS                              |
| Kelapa Gading Bikers                              | Indonésie                        | KGB                              |
| Nusantara                                         | Indonésie                        | NCT                              |
| Aisan Racing Team                                 | Japon                            | AIS                              |
| JCL Team Ukyo                                     | Japon                            | JCL                              |
| Kinan Racing Team                                 | Japon                            | KIN                              |
| Levante Fuji Shizuoka                             | Japon                            | LVF                              |
| Matrix Powertag                                   | Japon                            | MTR                              |
| Shimano Racing                                    | Japon                            | SMN                              |
| Sparkle Oita Racing Team                          | Japon                            | ＳPA                             |
| Team Bridgestone Cycling                          | Japon                            | BGT                              |
| Utsunomiya Blitzen                                | Japon                            | BLZ                              |
| VC Fukuoka                                        | Japon                            | VCF                              |
| Velolien Matsuyama                                | Japon                            | VLM                              |
| Victoire Hiroshima                                | Japon                            | VCH                              |
| Almaty Astana Motors                              | Kazakhstan                       | AAM                              |
| Astana Qazaqstan Development Team                 | Kazakhstan                       | AQD                              |
| Vino SKO Team                                     | Kazakhstan                       | VST                              |
| Malaysia Pro Cycling                              | Malaisie                         | MPC                              |
| Terengganu Cycling Team                           | Malaisie                         | TSG                              |
| Ferei Quick-Panda Podium Mongolia Team            | Mongolie                         | PPT                              |
| Tashkent City Professional Cycling Team           | Ouzbékistan                      | TCM                              |
| 7 Eleven Cliqq Roadbike Philippines               | Philippines                      | 7RP                              |
| Go for Gold Philippines                           | Philippines                      | G4G                              |
| Standard Insurance Phi                            | Philippines                      | SIP                              |
| Victoria Sports Pro Cycling                       | Philippines                      | VSC                              |
| Grant Thornton Cycling Team                       | Thaïlande                        | GTC                              |
| Roojai Insurance                                  | Thaïlande                        | R0I                              |
| Thailand Continental Cycling Team                 | Thaïlande                        | TCC                              |

### Équipes européennes
| Équipes continentales européennes           | Équipes continentales européennes | Équipes continentales européennes |
| Nom de l'équipe                             | Pays                              | Code                              |
| ------------------------------------------- | --------------------------------- | --------------------------------- |
| Bike Aid                                    | Allemagne                         | BAI                               |
| Maloja Pushbikers                           | Allemagne                         | PBS                               |
| Myvelo Pro Cycling Team                     | Allemagne                         | MCT                               |
| P&S Metalltechnik Benotti                   | Allemagne                         | PUS                               |
| Rad-net Oßwald                              | Allemagne                         | RNO                               |
| Rembe Pro Cycling Team Sauerland            | Allemagne                         | SVL                               |
| Santic-Wibatech                             | Allemagne                         | SWT                               |
| Team Lotto Kern-Haus PSD Bank               | Allemagne                         | LKH                               |
| Team Storck-Metropol Cycling                | Allemagne                         | TSM                               |
| Hrinkow Advarics                            | Autriche                          | HAC                               |
| Team Felt Felbermayr                        | Autriche                          | RSW                               |
| Team Vorarlberg                             | Autriche                          | VBG                               |
| Tirol KTM Cycling Team                      | Autriche                          | TIR                               |
| WSA KTM Graz                                | Autriche                          | WSA                               |
| Alpecin-Deceuninck Development Team         | Belgique                          | ADD                               |
| Bingoal Wb Devo Team                        | Belgique                          | BWD                               |
| Lotto Dstny Development Team                | Belgique                          | LDD                               |
| Philippe Wagner-Bazin                       | Belgique                          | PWB                               |
| Soudal Quick-Step Devo Team                 | Belgique                          | SQD                               |
| Tarteletto-Isorex                           | Belgique                          | TIS                               |
| Wanty-Re Uz-Technord                        | Belgique                          | WRT                               |
| Airtox-Carl Ras                             | Danemark                          | GSH                               |
| BHS-PL Beton Bornholm                       | Danemark                          | BPC                               |
| Team ColoQuick                              | Danemark                          | TCQ                               |
| Illes Balears Arabay Cycling                | Espagne                           | IBA                               |
| Voltas-Tartu 2024 by CCN                    | Estonie                           | CCN                               |
| Arkéa-B&B Hotels continentale               | France                            | ABB                               |
| CIC U Nantes Atlantique                     | France                            | UCN                               |
| Decathlon AG2R La Mondiale Development Team | France                            | DAD                               |
| Groupama-FDJ continentale                   | France                            | CGF                               |
| Nice Métropole Côte d'Azur                  | France                            | NMC                               |
| Saint Michel-Mavic-Auber 93                 | France                            | AUB                               |
| Van Rysel-Roubaix                           | France                            | VRR                               |
| Saint Piran                                 | Grande-Bretagne                   | SPC                               |
| Trinity Racing                              | Grande-Bretagne                   | TRI                               |
| Epronex-Hungary Cycling Team                | Hongrie                           | EPR                               |
| Israel Premier Tech Academy                 | Israël                            | ICA                               |
| Beltrami TSA-Tre Colli                      | Italie                            | BTC                               |
| Biesse-Carrera                              | Italie                            | BIE                               |
| CTF Victorious                              | Italie                            | CTF                               |
| General Store-Essegibi-F.lli Curia          | Italie                            | GEF                               |
| MG.K Vis Colors For Peace                   | Italie                            | MGK                               |
| Q36.5 Continental Cycling Team              | Italie                            | Q3C                               |
| Rime Drali                                  | Italie                            | RID                               |
| Team MBH Bank Colpack Ballan                | Italie                            | MBH                               |
| Team Technipes #InEmiliaRomagna             | Italie                            | TER                               |
| UM Tools Caffè Mokambo                      | Italie                            | AZT                               |
| Work Service-Vitalcare-Dynatek              | Italie                            | IWD                               |
| Zalf Euromobil Fior                         | Italie                            | ZEF                               |
| Energus Cycling Team                        | Lituanie                          | ENT                               |
| Global 6 United                             | Luxembourg                        | GLC                               |
| Novapor Speedbike Team                      | Macédoine du Nord                 | NST                               |
| Lillehammer CK Continental Team             | Norvège                           | LCT                               |
| Team Coop-Repsol                            | Norvège                           | TCR                               |
| Uno-X Mobility Development Team             | Norvège                           | UXD                               |
| Beat Cycling Club                           | Pays-Bas                          | BCY                               |
| Development Team dsm-firmenich PostNL       | Pays-Bas                          | DDP                               |
| Diftar Continental Cyclingteam              | Pays-Bas                          | SWY                               |
| Metec-Solarwatt p/b Mantel                  | Pays-Bas                          | MET                               |
| Parkhotel Valkenburg                        | Pays-Bas                          | PHV                               |
| Team Visma-Lease a Bike Development         | Pays-Bas                          | VLD                               |
| Universe Cycling Team                       | Pays-Bas                          | UNI                               |
| Volkerwessels Cycling Team                  | Pays-Bas                          | VWT                               |
| Lubelskie Perła Polski                      | Pologne                           | LPP                               |
| Mazowsze Serce Polski                       | Pologne                           | MSP                               |
| Voster ATS Team                             | Pologne                           | VOS                               |
| ABTF Betão-Feirense                         | Portugal                          | CDF                               |
| AP Hotels & Resorts-Tavira-SC Farense       | Portugal                          | ATF                               |
| Aviludo-Louletano-Loulé Concelho            | Portugal                          | ALL                               |
| Credibom-LA Alumínios-Marcos Carr           | Portugal                          | LAA                               |
| Efapel Cycling                              | Portugal                          | EFL                               |
| Kelly-Simoldes-UDO                          | Portugal                          | KSU                               |
| Rádio Popular-Paredes-Boavista              | Portugal                          | RPB                               |
| Sabgal-Anicolor                             | Portugal                          | SAT                               |
| Tavfer-Ovos Matinados-Mortágua              | Portugal                          | TAV                               |
| MENtoRISE MLMsuperstars                     | Roumanie                          | MEN                               |
| Vini Monzon-Savini Due-Omz                  | Roumanie                          | VSO                               |
| Dukla Banská Bystrica                       | Slovaquie                         | DKB                               |
| Pierre Baguette Cycling                     | Slovaquie                         | PBC                               |
| Adria Mobil                                 | Slovénie                          | ADR                               |
| Ljubljana Gusto Santic                      | Slovénie                          | LGS                               |
| Sava Kranj Cycling                          | Slovénie                          | SAK                               |
| Motala AIF Serneke Allebike                 | Suède                             | MSA                               |
| Tudor Pro Cycling Team U23                  | Suisse                            | TUU                               |
| AC Sparta Praha                             | Tchéquie                          | ACS                               |
| ATT Investments                             | Tchéquie                          | ATT                               |
| Elkov-Kasper                                | Tchéquie                          | EKA                               |
| Tufo-Pardus Prostějov                       | Tchéquie                          | SKC                               |
| Istanbul Büyüksehir Belediye Spor Türkiye   | Turquie                           | IBB                               |
| Konya Büyükşehir Belediye Spor              | Turquie                           | KBB                               |
| Sakarya BB Pro Team                         | Turquie                           | SBB                               |
| Spor Toto Cycling Team                      | Turquie                           | STC                               |

### Équipes océaniennes
| Équipes continentales océaniennes  | Équipes continentales océaniennes | Équipes continentales océaniennes |
| Nom de l'équipe                    | Pays                              | Code                              |
| ---------------------------------- | --------------------------------- | --------------------------------- |
| ARA-Skip Capital                   | Australie                         | ARA                               |
| CCACHE x Par Küp                   | Australie                         | CPU                               |
| Team BridgeLane                    | Australie                         | BLN                               |
| St George Continental Cycling Team | Australie                         | STG                               |
| EuroCyclingTrips                   | Guam                              | ECT                               |
| MitoQ-NZ Cycling Project           | Nouvelle-Zélande                  | NZP                               |